# Peso urugwajskie
Peso urugwajskie – jednostka monetarna Urugwaju. Dzieli się na 100 centésimos.

## Historia
Po uzyskaniu niepodległości w obiegu była waluta argentyńska. Pierwszą narodową walutą było peso wyemitowane w roku 1940. Obowiązywało do roku 1975, w którym ze względu na wysoką inflację zastąpione zostało przez nowe peso (nuevo peso, 1 nowe peso = 1000 starych peso). Inflacja spowodowała, że 1 marca 1993 nastąpiła kolejna denominacja.
Monety o nominale 5 i 10 peso wprowadzono odpowiednio w 2000 i 2003, które zastąpiły banknoty o takich nominałach.

## W obiegu

### Monety
W obiegu są monety 50 centésimos oraz 1, 2, 5 i 10 pesos.

### Banknoty
| Nominał                   | Awers banknotu              | Rewers banknotu               |
| ------------------------- | --------------------------- | ----------------------------- |
| 1994- 20 pesos uruguayos  | Juan Zorrilla de San Martín | Alegoria legendarnej ojczyzny |
| 1994- 50 pesos uruguayos  | Jose Pedro Varela           | Pomnik J.P. Vareli            |
| 1994- 100 pesos uruguayos | Eduardo Fabini              | Alegoria muzyczna             |
| 1995- 200 pesos uruguayos | Pedro Figari                | Dawny taniec                  |
| 1994- 500 pesos uruguayos | Alfredo Vasquez Acevedo     | Uniwersytet w Montevideo      |
| 1995 1000 pesos uruguayos | Juana de Ibarbourou         | Palma na Placu Ibabourou      |
| 2003 2000 pesos uruguayos | Dámaso Antonio Larrañaga    | Biblioteka Narodowa           |

#### Banknoty wycofane z obiegu
| Nominał                    | Awers banknotu              | Rewers banknotu                    |
| -------------------------- | --------------------------- | ---------------------------------- |
| (1997) 5 pesos uruguayos   | Generał J.A.Lavalleja       | Ślubowanie konstytucji w roku 1830 |
| 1998 5 pesos uruguayos     | Joaquin Torres Garcia       | Obraz J.T.Garcii                   |
| (1995-) 10 pesos uruguayos | Plac Demokracji             | Herby 19 departamentów             |
| 1998 10 pesos uruguayos    | Dr. Eduardo Acevedo Vásquez | Budynek Akademii Rolniczej         |